# SP Tre Penne
SP Tre Penne – sanmaryński klub piłkarski mający siedzibę w mieście San Marino, grający obecnie w Campionato Sammarinese. Nazwa "Tre Penne" to po włosku "Trzy Pióra".

## Sukcesy
- Mistrzostwo San Marino: 2012, 2013, 2016, 2019
- Puchar San Marino: 1967, 1970, 1982, 1983, 2000, 2017
- finalista Pucharu San Marino: 2005, 2006.
- Superpuchar San Marino: 2005.
- 3. miejsce w Girone A: 2006.

## Europejskie puchary
Legenda do wszystkich tabel:
- Q – runda eliminacyjna, 1/16, 1/8, 1/4, 1/2 – odpowiednia faza rozgrywek, Grupa – runda grupowa, 1r gr – pierwsza runda grupowa, 2r gr – druga runda grupowa, F – finał, R – runda, PO – play-off
- k. – rzuty karne, los. – losowanie, Dogr. – dogrywka, w. – zasada bramek strzelonych na wyjeździe

| Sezon   | Rozgrywki               | Runda | Klub             | Dom     | Wyjazd  | Ogólnie |
| ------- | ----------------------- | ----- | ---------------- | ------- | ------- | ------- |
| 2010/11 | Liga Europy             | 2Q    | Zrinjski Mostar  | 2–9     | 1–4     | 3–13    |
| 2011/12 | Liga Europy             | 1Q    | FK Rad           | 1–3     | 0–6     | 1–9     |
| 2012/13 | Liga Mistrzów           | 1Q    | F91 Dudelange    | 0–4     | 0–7     | 0–11    |
| 2013/14 | Liga Mistrzów           | 1Q    | Szirak Giumri    | 1–0     | 0–3     | 1–3     |
| 2016/17 | Liga Mistrzów           | 1Q    | The New Saints   | 0–3     | 1–2     | 1–5     |
| 2017/18 | Liga Europy             | 1Q    | Rabotniczki      | 0–1     | 0–6     | 0–7     |
| 2019/20 | Liga Mistrzów           | PQ    | FC Santa Coloma  | 0−1 (N) | 0−1 (N) | 0−1 (N) |
| 2019/20 | Liga Europy             | 2Q    | Sūduva Mariampol | 0–5     | 0–5     | 0–10    |
| 2020/21 | Liga Europy             | PQ    | KF Gjilani       | 1–3 (D) | 1–3 (D) | 1–3 (D) |
| 2021/22 | Liga Konferencji Europy | 1Q    | Dinamo Batumi    | 0–4     | 0–3     | 0–7     |
| 2022/23 | Liga Konferencji Europy | 1Q    | Tuzla City       | 0–2     | 0–6     | 0–8     |
| 2023/24 | Liga Mistrzów           | PQ    | Breiðablik UBK   | 1–7 (N) | 1–7 (N) | 1–7 (N) |
| 2023/24 | Liga Konferencji Europy | 2Q    | Valmiera FC      | 0–3     | 0–7     | 0–10    |
| 2024/25 | Liga Konferencji        | 1Q    | Floriana         | 1–1     | 1–3     | 2–4     |